# Aleksandr Knàifel
Aleksandr Knàifel   (Taixkent, 28 de novembre de 1943 - Berlín, 27 de juny de 2024) va ser un compositor rus. Knàifel va estudiar violoncel amb Mstislav Rostropóvitx al Conservatori de Moscou de 1961 a 1963. Després va estudiar composició amb Borís Aràpov a Leningrad entre 1964 i 1967.

## Biografia
Aleksandr Knàifel va néixer a Taixkent on els seus pares, ambdós músics, van ser evacuats durant el setge de Leningrad. El seu pare, un violinista distingit, participava en un quartet de corda i la seva mare ensenyava teoria de la música a l'escola secundària adjunta al Conservatori de Leningrad. És en aquesta mateixa escola que el jove Aleksandr entra al 1950 com a violoncel·lista i després d'acabar-hi els estudis, arriba a Moscou per convertir-se en alumne del famós Mstislav Rostropóvitx al conservatori. Després de dos anys d'estudis, el dolor a les seves mans li impedeix continuar la seva carrera com a intèrpret. El 1963 Knàifel va tornar a Leningrad i va entrar al conservatori en la classe de composició de Borís Aràpov.
La seva primera obra important, l'òpera El fantasma de Canterville (1965), d'Oscar Wilde, mostra l'humor grotesc a la manera del jove Dmitri Xostakóvitx que es combina amb la música del personatge líric i quasi litúrgic, com per exemple el passacaglia per a orgue que s'interpreta sovint com una obra independent. L'èxit d'aquesta obra creada per al Conservatori va inspirar al compositor per a noves obres experimentals que li han donat la reputació de no conformista.
A la dècada del 1970 el seu llenguatge musical va evolucionar, exercint l'Art conceptual. Al mateix temps, va començar el seu treball com a compositor de música de cinema. El 1979, al congrés de la Unió de Compositors de l'URSS, la seva música va ser fortament criticada pel president d'aquesta unió, Tíkhon Khrénnikov, i Knàifel va aparèixer dins els «Set de Khrénnikov»: la llista negra de compositors, la música dels quals serà boicotejada durant uns anys a l'URSS.